# Премия Франца Кафки (Австрия)
Премия Франца Кафки (нем. Franz-Kafka-Preis) — международная литературная премия, присуждавшаяся в 1979—2001 гг. раз в два года в память о Франце Кафке Австрийским обществом Франца Кафки и городом Клостернойбург, в котором писатель скончался. Получить премию могли авторы, работавшие в странах, образовавшихся в результате распада Австро-Венгерской империи, материальное содержание премии при первом вручении составляло 100 000 шиллингов. Первым лауреатом премии стал Петер Хандке, творческая преемственность которого по отношению к патрону премии отмечалась критикой.

## Лауреаты
- 1979 — Петер Хандке
- 1981 — Элиас Канетти
- 1983 — Ильзе Айхингер
- 1985 — Херберт Айзенрайх
- 1987 — Славомир Мрожек
- 1989 — Либуше Моникова
- 1991 — Станислав Лем
- 1993 — Петер Розай
- 1995 — Кристоф Райнсмайр
- 1997 — Герт Йонке
- 1999 — Герта Мюллер
- 2001 — Марианна Фритц